# Zabrotica clarkei
Zabrotica clarkei là một loài ruồi trong họ Asilidae. Zabrotica clarkei được Hull miêu tả năm 1958. Loài này phân bố ở vùng Tân nhiệt đới.